# Brigade RAC
Pour les articles homonymes, voir RAC.
La brigade RAC est un groupe de maquisards du sud-ouest de la France, qui a participé notamment à la libération de Périgueux, Angoulême et Saintes en 1944 et de Royan en 1945.

## Historique
Au printemps 1944, Rodolphe Charles Cézard alias "Rac", ancien membre de l'armée d'armistice, regroupe et organise plusieurs groupes de maquisards de Dordogne. L'unité ainsi formée prend alors le nom de brigade RAC ; elle joue un rôle important dans la libération de la région de la Charente, la Dordogne puis de la poche de Royan en avril 1945. Nb: Rac n'est pas une abréviation mais un pseudonyme. 
Le 17 avril 1945, les derniers coups de feu annonçaient la libération définitive de la poche de Royan. C’était la fin de ce long siège auquel participa la Brigade Rac, du premier au dernier jour.
Cette unité, issue de l’organisation de Résistance Combat, fut la branche armée de l’Armée secrète (AS) de Dordogne Nord.
C’est à un jeune Lorrain, Rodolphe Cézard, lieutenant d’active lors du déclenchement des hostilités en 1940, que fut confiée la mission d’organiser cette unité.
Doué d’un remarquable esprit d’organisation, et d’une non moins remarquable diplomatie, il réussit à fédérer les dix-huit groupes de résistance armée ou maquis, éparpillés sur le territoire de l’arrondissement de Nontron et couvrait ainsi: le nord du département de la Dordogne, avec leurs prolongations en Charente et Haute-Vienne.
Ce ne fut pas facile, tant les chefs de ces maquis tenaient à leur indépendance, garante de leur liberté d’action. Avec souplesse et détermination, il les amena à comprendre tout l’intérêt qu’il y avait à avoir une stratégie commune, gage de la réussite de leur entreprise. Libérer un territoire aussi vaste, c’était l’obligation d’assurer l’administration et le ravitaillement, tant des quelque six mille hommes des groupes armés, que de la population comprise dans le périmètre de cet arrondissement. Il fallait un chef à la fois militaire indiscuté  et administrateur vigilant. Rodolphe Cézard, dit Rac, avait au plus haut degré ces deux qualités. Il sut grouper autour de lui, les compétences nécessaires pour administrer cet ensemble de six mille hommes et les organiser en une unité militaire, avec ses trois bataillons et ses dix-huit compagnies, à la tête desquels il sut mettre ou confirmer les chefs, qui devaient les mener victorieusement au combat. Le 16 février 1944, annonciateur de neige, les jeunes
maquisards se retrouvent en quelques minutes cernés par deux unités allemandes une compagnie SD, renforcée d’éléments d’un régiment de police SS, toutes deux basées à Limoges, et arrivant par Saint-Yrieix-la-Perche. Bien renseignées, elles assassinent les sentinelles et prennent le moulin de Laveyras à Beyssenac en tenaille. L’opération semble avoir été menée par Erich Bartels, responsable à Limoges des opérations contre le maquis le second du lieutenant-colonel August Meier. Ce drame coûta la vie à 39 maquisards du Bataillon Violette-Brigade Rac 34 furent exterminés sur place, 5 périrent en déportation. Sept hommes revinrent des camps. Trois hommes sauvèrent leur vie le jour du massacre.
Dès le mois d’août 1944, Rac avait pu rendre opérationnel les trois bataillons ainsi créés et donner les impulsions nécessaires, pour que les responsables puissent remplir correctement leurs fonctions.
C’est là que les extraordinaires qualités de Rac, organisateur et d’entraîneur d’hommes, permirent une magnifique réussite.
Dès le 15 août 1944, toute cette masse se mit en état de marche, et après les libérations des trois grandes villes :
- Périgueux le 19 août 1944, et de la partie ouest de la Dordogne,
- Angoulême le 1er septembre 1944,
- Saintes le 4 septembre 1944, après une journée d’âpres combats,

le Corps Franc de Violette, du Troisième Bataillon, était sur le port du Chapus le 10 septembre 1944.
La Brigade RAC, nom que prit alors la formation de l’AS Dordogne Nord, séparait la poche de Royan de la poche de La Rochelle.
Dès fin octobre 1944, la Brigade RAC devenait unité régulière des Forces françaises de l’intérieur (FFI) et en novembre de la même année, elle recevait l’honneur de reconstituer le 50e régiment d’infanterie, le régiment de Périgueux.
Après le long siège de Royan, la Brigade RAC, devenue 50e RI, participait à l’attaque de Royan le 13 avril 1945, au travers des deux groupements d'attaque qui avaient été constitués par le général de Larminat,
- La division Gironde à laquelle fut rattachée le 1er bataillon de la Brigade RAC et qui attaqua le 14 avril afin de jouer le rôle de rouleau compresseur.
- La division Oléron, à laquelle furent rattachées les 2e et 3e bataillons de la Brigade RAC, qui interviendra le 16 avril pour parfaire et gagner la bataille de Royan.

Rac fut le seul chef d’unité issue des FFI, à conserver son commandement au sein de la division Oléron. Il lui confié le commandement d’un groupement, comprenant un régiment d’infanterie, un du génie et notre artillerie qui comprenait vingt-six pièces. Après la libération de Royan, les Deuxième et Troisième Bataillons débarquèrent sur l’île d’Oléron le 30 avril 1945.
Le long du parcours, qui nous avait mené de Dordogne à Royan et Oléron, le souvenir de la Brigade RAC et de son chef, reste gravé dans la Mémoire.

## Notoriété
Plusieurs odonymes du sud-ouest de la France rappellent l'existence de cette brigade (par exemple : Rue de la Brigade RAC à Angoulême[réf. souhaitée])